# Emánuel Aladár Korompay
Emánuel Aladár Korompay (ur. 23 marca 1890 w Budapeszcie lub Levicach, zm. wiosną 1940 w Charkowie) – węgierski nauczyciel akademicki, kapitan administracji Wojska Polskiego, ofiara zbrodni katyńskiej.

## Życiorys
Urodził się w rodzinie zamożnych mieszczan Marcina i Emmy z Juhászów. Ukończył studia na Wydziale Filologicznym Uniwersytetu Budapeszteńskiego. Po studiach podjął pracę w charakterze nauczyciela języków klasycznych.
W 1914 został zmobilizowany do armii austro-węgierskiej i wysłany na front galicyjski. Stacjonował w twierdzy przemyskiej. Na stopień chorążego został mianowany ze starszeństwem z 1 maja 1915, a na stopień podporucznika ze starszeństwem z 1 stycznia 1916 w korpusie oficerów rezerwy piechoty. Jego oddziałem macierzystym był Batalion Strzelców Polnych Nr 13. Został odznaczony Brązowym Medalem Waleczności.
W 1917 pojął za żonę tłumaczkę języka niemieckiego Mieczysławę Grabas (zm. 1944) ze Stubna. Mieli trzy córki: Ilonę (1918–2010), Martę (1919–1939) i Elżbietę (1921–1943). Po wojnie osiedlili się na krótko w Levicy. Jednak z powodu przyłączenia rodzinnego miasta do Czechosłowacji oraz przewrotu komunistycznego na Węgrzech, małżonkowie postanowili zamieszkać w Polsce (w Przemyślu).

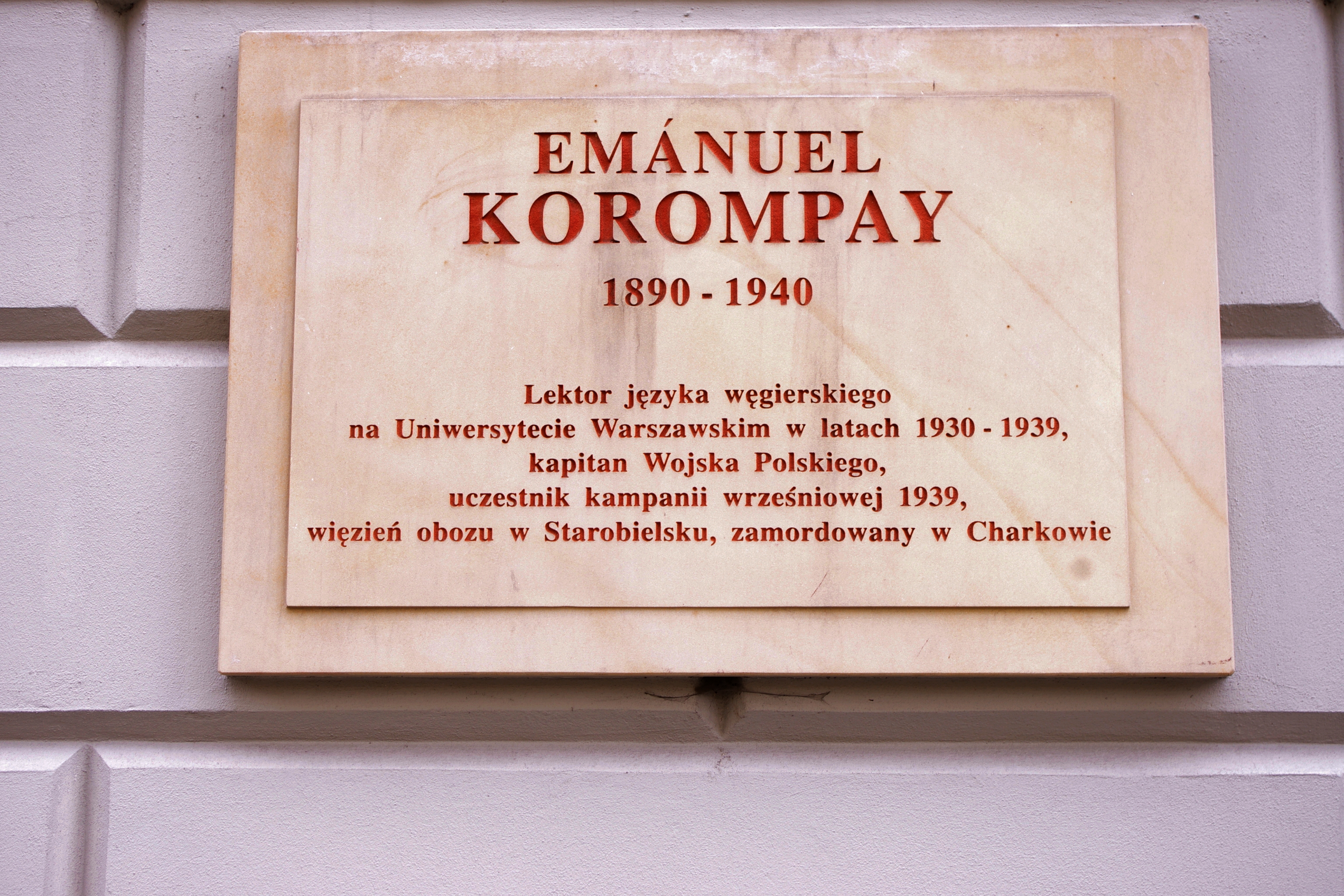
Tablica na gmachu Wydziału Orientalistycznego Uniwersytetu Warszawskiego upamiętniająca Emánuela Korompaya.

Emánuel Aladár Korompay przyjął polskie obywatelstwo i wstąpił do Wojska Polskiego. Zweryfikowany został w stopniu porucznika ze starszeństwem z dniem 1 czerwca 1919 i 23. lokatą w korpusie oficerów administracyjnych, dział gospodarczy. W latach 1923–1924 pełnił służbę w Okręgowym Zakładzie Gospodarczym Nr X w Przemyślu. 31 marca 1924 awansował na stopień kapitana ze starszeństwem z dniem 1 lipca 1923 i 22. lokatą w korpusie oficerów administracyjnych, dział gospodarczy. W 1928 pełnił służbę w Rejonowym Zakładzie Zbożowym w Przemyślu. W 1929 został przeniesiony w stan spoczynku.
W 1930 zajmował się przekładem na język węgierski powieści Zofii Kossak-Szczuckiej pt. Pożoga, mając także w planach tłumaczenie innych polskich dzieł literatury. W tym samym roku 1930, dzięki przypadkowej znajomości, uzyskał etat lektora-hungarysty na Uniwersytecie Warszawskim (zastąpił na tym stanowisku dr. Adorjána Divéky, który po 12 latach miał skupić się wyłącznie na wykładach dziejów Węgier). Objął także posadę referenta prasowego i kulturalnego w ambasadzie Węgier oraz w Towarzystwie Przyjaźni Polsko-Węgierskiej. Po przemianowaniu Uniwersytetowi Warszawskiemu imienia Józefa Piłsudskiego w 1935 zaproponował wszystkim lektorom z tej uczelni, ażeby przetłumaczyli na swój ojczysty język jedną z monografii o Marszałku. Z powodu braku podręczników do nauki języka węgierskiego sam opracowywał niezbędne materiały. Opracował również pierwszy, zawierający 2800 haseł, słownik węgiersko-polski i polsko-węgierski, wydany w 1936, których opracowanie pierwotnie zapowiadał Instytut Węgierski w Warszawie. W 1938 ukazały się jego rozmówki polsko-węgierskie.
W sierpniu 1939 przebywał z grupą studentów na Węgrzech, jednakże w poczuciu obowiązku wrócił do Polski i poddał się mobilizacji. Po wybuchu II wojny światowej, kampanii wrześniowej i agresji ZSRR na Polskę z 17 września 1939 został aresztowany przez Sowietów w Złoczowie. Od 15 listopada 1939 więziony był w obozie w Starobielsku. Wiosną 1940 został zamordowany przez funkcjonariuszy NKWD w Charkowie i pogrzebany potajemnie w bezimiennej mogile zbiorowej w Piatichatkach, gdzie od 17 czerwca 2000 mieści się oficjalnie Cmentarz Ofiar Totalitaryzmu w Charkowie. Figuruje na Liście Starobielskiej NKWD, pod poz. 1434.

## Losy rodziny
Jego żona Mieczysława wraz z córką Martą organizowały w czasie kampanii wrześniowej pomoc ofiarom bombardowania. Marta Korompay zginęła w trakcie bombardowania Hotelu Europejskiego. Mieczysława (ps. Mieczysława) oraz córka Elżbieta (ps. Grażyna) były łączniczkami kontrwywiadu AK. W styczniu 1943 zostały uwięzione i poddane torturom. Elżbieta w więzieniu otruła się cyjankiem, pośmiertnie została odznaczona Srebrnym Krzyżem Zasługi z Mieczami i Orderem Virtuti Militari. Również żona Korompaya nie przeżyła okupacji – zmarła na tyfus w obozie Auschwitz w styczniu 1944. Trzecia córka Ilona przeżyła okupację, zmarła we wrześniu 2010.

## Upamiętnienie
Pamięć o osobie Emánuela Aladára Korompaya została w Warszawie uhonorowana dwiema tablicami pamiątkowymi: na ścianie domu, w którym mieszkał oraz na jednym z budynków Uniwersytetu Warszawskiego. Ponadto na terenie szkół nazaretanek na ulicy Czerniakowskiej w Warszawie zasadzono Dąb Pamięci. Korompayowi poświęcono również materiał multimedialny z cyklu Epitafia katyńskie, opracowany przez Media Kontakt i Radę Ochrony Pamięci Walk i Męczeństwa.
5 października 2007 minister obrony narodowej Aleksander Szczygło mianował go pośmiertnie na stopień majora. Awans został ogłoszony 9 listopada 2007 w Warszawie, w trakcie uroczystości „Katyń Pamiętamy – Uczcijmy Pamięć Bohaterów”.

## Publikacje
- Słownik polsko-węgierski i polsko-węgierski Warszawa, 1936
- Polak na Węgrzech: rozmówki polsko-węgierskie, Warszawa, 1938 (wydano na Węgrzech w 2010)
- Lengyel utikalauz: lengyel-magyar beszélgetések fonetikus átiräsban, Warszawa, 1939